# Ranieri Galluzzo
Ranieri Galluzzo (Pozzuolo del Friuli, 28 luglio 1925 – 14 ottobre 2009) è stato un calciatore italiano, di ruolo portiere.

## Carriera
Nella stagione 1947-1948 ha giocato 12 partite in Serie B con l'Udinese, con cui l'anno successivo ha vinto la Serie C. Successivamente ha vestito le maglie di Pozzuolo e Torviscosa (con cui nella stagione 1952-1953 ha giocato in IV Serie, dopo che nella stagione 1951-1952 aveva giocato in Serie C), da dove nel 1953 è stato acquistato dal Milan. Con i rossoneri ha esordito in Serie A nella stagione 1953-1954, esordendo in massima serie il 16 maggio 1954 in Milan-Lazio (3-2). Complessivamente nell'arco della stagione ha giocato 3 partite in massima serie, ed a fine anno è stato ceduto al Palermo. Con la squadra rosanero nella stagione 1954-1955 ha giocato 17 partite in Serie B. Successivamente ha anche giocato con il Campobasso, con cui ha subito 10 reti in 5 presenze nella IV Serie 1956-1957.

## Palmarès

### Club

#### Competizioni nazionali
- Serie C: 1

Udinese: 1948-1949